# رافي ريفيس
رافي ريفيس (بالإنجليزية: Rafi Reavis)‏ مواليد 27 يونيو 1977 في نيويورك، نيويورك، هو لاعب كرة سلة أمريكي. بدأ مسيرته الاحترافية في سنة 2000. يلعب مع فريق ستار هوتشوتز في الرابطة الفلبينية لكرة السلة كلاعب وسط. يحمل الرقم 4. يبلغ طوله 6 قدم 8 بوصة (2.0 م).

## المسيرة الاحترافية
لعب مع باوريد تايغرز من سنة 2002 إلى 2006، ثم لعب مع بارانجي جينبرا سان ميغيل من سنة 2006 إلى 2009، ثم لعب مع ستار هوتشوتز في سنة 2009.